# Mários Ilía (football, 1979)
Pour les articles homonymes, voir Mários Ilía.
Mários Ilía (en grec moderne : Μάριος Ηλία, parfois transcrit Marios Elia), né le 14 avril 1979 à Nicosie à Chypre, est un footballeur international chypriote, qui évoluait au poste de défenseur.

## Palmarès
- Avec l'APOEL Nicosie
  - Champion de Chypre en 2002, 2004, 2007, 2009, 2011, 2013 et 2014.
  - Vainqueur de la Coupe de Chypre en 1999, 2006, 2008 et 2014.
  - Vainqueur de la Supercoupe de Chypre en 2002, 2004, 2008, 2009, 2011 et 2013.